# Benavila
Benavila is een plaats (freguesia) in de Portugese gemeente Avis en telt 1017 inwoners (2001).